# Marjane Satrapi
Marjane Satrapi (eredetileg مرجان ساتراپی – Marǧân Sâtrâpi, magyarosan Mardzsán Szátrápi, mærˈʤɔːn sɔːtrɔːˈpiː) (Rast, Irán, 1969. november 22. –) perzsa származású César-díjas francia írónő, rendező és képregénykészítő. Nevéhez számos gyermekkönyv és képregény megírása fűzhető. 2007-ben megfilmesítette legsikeresebb alkotását, a Persepolis c. művét.

## Élete
Teheránban, a francia-perzsa kéttannyelvű Lycée Français Intézetben kezdte meg iskolai tanulmányait. Az iráni forradalom után szülei sürgetésére a 80-as években Európába emigrált, ahol először Bécsben egy francia tannyelvű iskolában tanult. A bécsi évek után Strasbourgban folytatta szépművészeti tanulmányait.

## Művei
Jelenleg Párizsban él, ahol számos képes történetet publikál különböző újságok számára. Önéletrajzi ihletésű képregényét az iszlám forradalomról 2007-ben filmesítették meg Persepolis címmel.
Satrapi nevéhez számos gyerekkönyv illusztrálása és megírása fűződik.

### Irodalmi munkássága
- 2000, 2001: Persepolis, 1 és 2, (ISBN 3-907055-74-8)
- 2002, 2003: Persepolis, 3 és 4, (ISBN 3-907055-82-9)
- 2003: Asszonybeszéd (Broderies) (ISBN 3-907055-97-7)
- 2005: Poulet aux prunes (ISBN 3-03731-006-5)

### Filmes munkássága
- 2007 – Persepolis, francia animációs film Vincent Paronnaud-val közreműködve
- 2011 – Szilvás csirke (Chicken with Plums)
- 2014 – A hangok (The Voices), dráma, fekete komédia Ryan Reynolds főszereplésével
- 2019 – Radioaktív (Radioactive)
- 2024 – Párizsi pillanatok (Paradis Paris), melodráma, Monica Bellucci főszereplésével

## Magyarul
- Persepolis. Gyermekkorom Iránban; ford. Rády Krisztina; Nyitott Könyvműhely, Bp., 2007 (Artcomix)
- Persepolis. A visszatérés; ford. Rády Krisztina; Nyitott Könyvműhely, Bp., 2008 (Artcomix)
- Asszonybeszéd; ford. Rády Krisztina; Nyitott Könyvműhely, Bp., 2010 (Artcomix)

## Díjak, elismerések
- 2004 Max-und-Moritz díj a legjobb német nyelvű képregényimport a Persepolisért (Comic-Salon Erlangen)
- 2004 Az év képregénye, Frankfurti könyvkiállítás – a Persepolisért
- 2005 Prix du meilleur album, Festival d’Angoulême, a Poulet aux prunes-ért